# Liste des résolutions du Conseil de sécurité des Nations unies adoptées en 2005
Les résolutions du Conseil de sécurité des Nations unies sont les décisions qui sont votées par le Conseil de sécurité des Nations unies.
Une telle résolution est acceptée si au moins neuf des quinze membres (depuis le 17 décembre 1963, 11 membres avant cette date) votent en sa faveur et si aucun des membres permanents qui sont la Chine, les États-Unis, la France, le Royaume-Uni et la Russie (l'Union soviétique avant 1991) n'émet de vote contre (qui est désigné couramment comme un veto).

## Résolutions 1581 à 1589
- Résolution 1581 : tribunal pénal international chargé de juger les personnes accusées de violations graves du droit international humanitaire commises sur le territoire de l’ex-Yougoslavie depuis 1991.
- Résolution 1582 : la situation en Géorgie.
- Résolution 1583 : la situation au Moyen-Orient.
- Résolution 1584 : la situation en Côte d’Ivoire.
- Résolution 1585 : rapports du secrétaire général sur le Soudan.
- Résolution 1586 : la situation entre l’Érythrée et l’Éthiopie.
- Résolution 1587 : la situation en Somalie.
- Résolution 1588 : rapports du secrétaire général sur le Soudan.
- Résolution 1589 : la situation en Afghanistan.

## Résolutions 1590 à 1599
- Résolution 1590 : rapports du secrétaire général sur le Soudan.
- Résolution 1591 : rapports du secrétaire général sur le Soudan.
- Résolution 1592 : la situation concernant la République démocratique du Congo.
- Résolution 1593 : qui renvoie l'examen du conflit au Darfour à la Cour pénale internationale.
- Résolution 1594 : la situation en Côte d’Ivoire.
- Résolution 1595 : la situation au Moyen-Orient.
- Résolution 1596 : la situation concernant la République démocratique du Congo.
- Résolution 1597 : tribunal pénal international chargé de juger les personnes accusées de violations graves du droit international humanitaire commises sur le territoire de l’ex-Yougoslavie depuis 1991.
- Résolution 1598 : la situation concernant le Sahara occidental.
- Résolution 1599 : la situation au Timor-Leste.

## Résolutions 1600 à 1609
- Résolution 1600 : sur la situation en Côte d'Ivoire après la signature de l'accord de paix de Pretoria du 6 avril 2005, (adoptée le 4 mai 2005 lors de la 5 173e séance).
- Résolution 1601 : la question concernant Haïti.
- Résolution 1602 : la situation au Burundi.
- Résolution 1603 : la situation en Côte d’Ivoire.
- Résolution 1604 : la situation à Chypre.
- Résolution 1605 : la situation au Moyen-Orient.
- Résolution 1606 : la situation au Burundi.
- Résolution 1607 : la situation au Libéria.
- Résolution 1608 : la question concernant Haïti.
- Résolution 1609 : la situation en Côte d’Ivoire.

## Résolutions 1610 à 1619
- Résolution 1610 : la situation en Sierra Leone.
- Résolution 1611 : menaces contre la paix et la sécurité internationales résultant d’actes de terrorisme.
- Résolution 1612 : les enfants dans les conflits armés.
- Résolution 1613 : tribunal pénal international chargé de juger les personnes accusées de violations graves du droit international humanitaire commises sur le territoire de l’ex-Yougoslavie depuis 1991.
- Résolution 1614 : la situation au Moyen-Orient.
- Résolution 1615 : la situation en Géorgie.
- Résolution 1616 : la situation concernant la République démocratique du Congo.
- Résolution 1617 : menaces contre la paix et la sécurité internationales résultant d’actes de terrorisme.
- Résolution 1618 : menaces contre la paix et la sécurité internationales résultant d’actes de terrorisme.
- Résolution 1619 : la situation concernant l’Irak.

## Résolutions 1620 à 1629
- Résolution 1620 : la situation en Sierra Leone.
- Résolution 1621 : la situation concernant la République démocratique du Congo.
- Résolution 1622 : la situation entre l’Érythrée et l’Éthiopie.
- Résolution 1623 : la situation en Afghanistan.
- Résolution 1624 : menaces contre la paix et la sécurité internationales (Sommet du Conseil de sécurité 2005) .
- Résolution 1625 : menaces contre la paix et la sécurité internationales (Sommet du Conseil de sécurité 2005) .
- Résolution 1626 : la situation au Libéria.
- Résolution 1627 : rapports du secrétaire général sur le Soudan.
- Résolution 1628 : la situation concernant la République démocratique du Congo.
- Résolution 1629 : tribunal pénal international chargé de juger les personnes accusées de violations graves du droit international humanitaire commises sur le territoire de l’ex-Yougoslavie depuis 1991.

## Résolutions 1630 à 1639
- Résolution 1630 : la situation en Somalie.
- Résolution 1631 : coopération entre l’Organisation des Nations unies et les organisations régionales pour le maintien de la paix et de la sécurité internationales.
- Résolution 1632 : la situation en Côte d'Ivoire
- Résolution 1633 : la situation en Côte d’Ivoire
- Résolution 1634 : la situation concernant le Sahara occidental.
- Résolution 1635 : la situation concernant la République démocratique du Congo.
- Résolution 1636 : coopération de la Syrie sur l'enquête concernant l'assassinat de Rafic Hariri (31 octobre 2005).
- Résolution 1637 : la situation concernant l’Irak.
- Résolution 1638 : la situation au Liberia.
- Résolution 1639 : la situation en Bosnie-Herzégovine.

## Résolutions 1640 à 1649
- Résolution 1640 : la situation entre l’Érythrée et l’Éthiopie.
- Résolution 1641 : la situation au Burundi.
- Résolution 1642 : la situation à Chypre.
- Résolution 1643 : la situation en Côte d’Ivoire.
- Résolution 1644 : la situation au Moyen-Orient.
- Résolution 1645 : consolidation de la paix après les conflits.
- Résolution 1646 : consolidation de la paix après les conflits.
- Résolution 1647 : la situation au Liberia.
- Résolution 1648 : la situation au Moyen-Orient.
- Résolution 1649 : la situation concernant la République démocratique du Congo.

## Résolutions 1650 à 1651
- Résolution 1650 : la situation au Burundi.
- Résolution 1651 : rapports du Secrétaire général sur le Soudan.